# Lappula tuvinica
Lappula tuvinica är en strävbladig växtart som beskrevs av S. V. Ovczinnikova. Lappula tuvinica ingår i släktet piggfrön, och familjen strävbladiga växter. Inga underarter finns listade i Catalogue of Life.